# Кулик, Кирилл Панкратьевич
Кирилл Панкратьевич Кулик (09.06.1904-31.12.1966) - советский военный деятель (политработник), генерал–лейтенант, член Военного совета 40-й армии (1943-1945). Член КПСС с 1926 г.
Место рождения: по одним данным – с.Деревицкое (Запорожская область, Осипенковский район), по другим данным – г. Мариуполь.
С 1920 по 1928 год избач (библиотекарь) станицы Тимошёвской.
С 1928 по 1950 год на военной службе.
Послужной список с 1934 года:
- апрель 1934 - февраль 1935 начальник клуба 30-го кавалерийского полка 5-й кавалерийской дивизии;
- 1935-1938 военный комиссар отдельного разведывательного батальона, 3-го танкового батальона 8-й механизированной бригады,
- 1938-1939 врид военкома 8-й механизированной бригады, военком 3-й механизированной бригады,
- апрель 1939 – 03.06.1940 военком 6-й (с ноября 1939 г. 20-й) отдельной тяжелой танковой бригады ЛенВО. Участник советско-финляндской войны 1939-40 годов, получил контузию. Бригадный комиссар (31.01.1940).
- 03.06.1940-27.09.1941 военком 1-й танковой дивизии,
- 27.09. - 18.11.1941 —заместитель по политической части командира 1-й танковой дивизии ЛВО,
- 18.11.1941-19.05.1942 начальник политотдела 55-й армии,
- 19.05.1942-27.07.1943 начальник политотдела Ленинградского фронта. Генерал-майор (06.12.1942).
- 27.07.1943-11.05.1945 член Военного совета 40-й армии.

Генерал-лейтенант(29.05.1945).
Награждён тремя орденами Красного Знамени (15.01.1940, 10.02.1943, 05.11.1946), орденами Отечественной войны I степени (10.01.1944), Суворова II степени (17.05.1944), Богдана Хмельницкого I степени (13.09.1944), Кутузова II степени (28.04.1945), Красной Звезды (03.11.1944), медалями «За оборону Ленинграда» (01.05.1943), «За победу над Германией в Великой Отечественной войне 1941–1945 гг.» (09.05.1945).
С 21.10.1950 в отставке. Похоронен в Киеве, Байково кладбище.